# AGO C.I
El AGO C.I fue un biplano propulsor de reconocimiento alemán de la Primera Guerra Mundial, que utilizó una configuración de vaina y botalón.

## Desarrollo

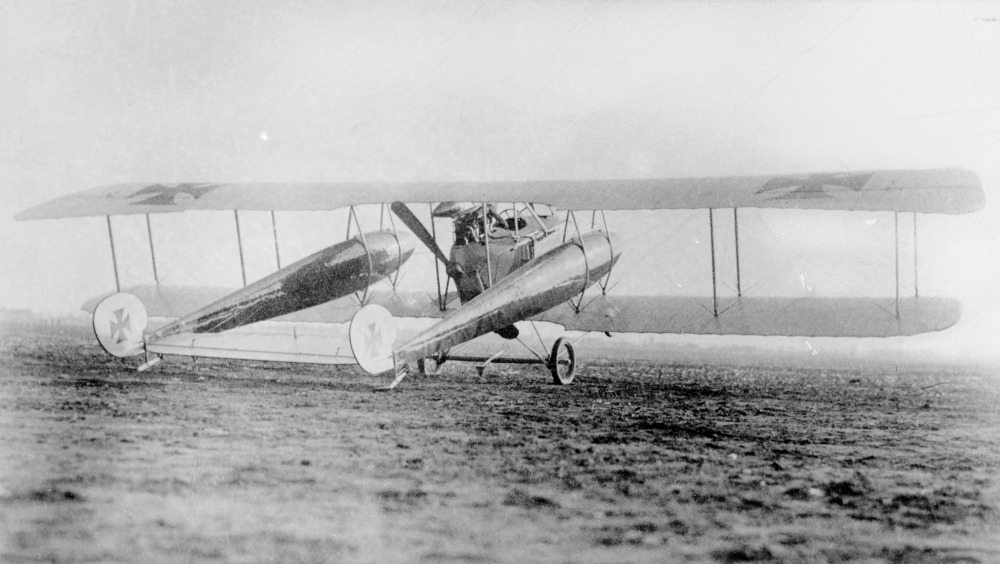
AGO C.I en 1915.

Los dos tripulantes y el motor propulsor compartían una góndola central, y los dos botalones sostenían la cola y el tren de aterrizaje de cuatro ruedas. El observador se sentaba en el morro y estaba armado con una ametralladora.
Un único ejemplar fue equipado con flotadores para realizar tareas de patrulla costera para la Marina Imperial alemana (con la designación C.I-W).

## Variantes
C.I
Biplano propulsor de reconocimiento.
C.I-W
Versión del C.I equipada con flotadores.

## Operadores
Alemania
- Luftstreitkräfte
- Marina Imperial alemana

## Especificaciones

### Características generales
- Tripulación: Dos (piloto y observador)
- Longitud: 9 m (29,5 ft)
- Envergadura: 15 m (49,2 ft)
- Superficie alar: 41,5 m² (446,7 ft²)
- Planta motriz: 1× motor lineal de seis cilindros refrigerado por líquido Mercedes D.III.
  - Potencia: 117 kW (161 HP; 159 CV)

### Rendimiento
- Velocidad máxima operativa (Vno): 140 km/h (87 MPH; 76 kt)
- Alcance: 480 km (259 nmi; 298 mi)
- Techo de vuelo: 4800 m (15 748 ft)

### Armamento
- Ametralladoras: 

  - 1x Parabellum MG 14 de 7,92 mm

## Aeronaves relacionadas

### Aeronaves similares
- Gotha WD.3
- Farman F.40
- Voisin V
- Royal Aircraft Factory F.E.2
- Häfeli DH-1

### Secuencias de designación
- Secuencia C._ (biplanos biplaza del Idflieg, para AGO): C.I - C.II - C.III - C.IV →